# العلاقات البوليفية الدومينيكانية
العلاقات البوليفية الدومينيكانية هي العلاقات الثنائية التي تجمع بين بوليفيا وجمهورية الدومينيكان.

## مقارنة بين البلدين
هذه مقارنة عامة ومرجعية للدولتين:
| وجه المقارنة                                              | بوليفيا                                          | جمهورية الدومينيكان |
| --------------------------------------------------------- | ------------------------------------------------ | ------------------- |
| المساحة (كم2)                                             | 1.10 مليون                                       | 48.67 ألف           |
| عدد السكان (نسمة)                                         | 11.05 مليون                                      | 10.40 مليون         |
| الكثافة السكانية (ن./كم²)                                 | 10.05                                            | 213.68              |
| العاصمة                                                   | سوكري، لاباز                                     | سانتو دومينغو       |
| اللغة الرسمية                                             | اللغة الإسبانية، اللغة الأيمرية، كتشوا، غوارانية | اللغة الإسبانية     |
| العملة                                                    | بوليفاريو بوليفي                                 | بيزو دومنيكاني      |
| الناتج المحلي الإجمالي (بليون دولار)                      | 37.51 مليار                                      | 75.93 مليار         |
| الناتج المحلي الإجمالي (تعادل القوة الشرائية) بليون دولار | 74.58 مليار                                      | 149.89 مليار        |
| الناتج المحلي الإجمالي الاسمي للفرد دولار أمريكي          | 3.08 ألف                                         | 6.47 ألف            |
| الناتج المحلي الإجمالي للفرد دولار أمريكي                 | 6.63 ألف                                         | 13.26 ألف           |
| مؤشر التنمية البشرية                                      | 0.662                                            | 0.715               |
| رمز المكالمات الدولي                                      | +591                                             | +1809، +1829، +1849 |
| رمز الإنترنت                                              | .bo                                              | .do                 |
| المنطقة الزمنية                                           | 00                                               | 00                  |

## مدن متوأمة
في ما يلي قائمة باتفاقيات التوأمة بين مدن بوليفية ودومينيكانية:
- ترتبط لاباز مع سانتو دومينغو باتفاقية توأمة منذ 3 يناير 1984.

## منظمات دولية مشتركة
يشترك البلدان في عضوية مجموعة من المنظمات الدولية، منها:
| علم المنظمة | اسم المنظمة                                                          | تاريخ انضمام بوليفيا | تاريخ انضمام جمهورية الدومينيكان |
| ----------- | -------------------------------------------------------------------- | -------------------- | -------------------------------- |
|             | الاتحاد البريدي العالمي                                              | ?                    | ?                                |
|             | مؤسسة التنمية الدولية                                                | 21 يونيو 1961        | 16 نوفمبر 1962                   |
|             | منظمة حظر الأسلحة الكيميائية                                         | ?                    | ?                                |
|             | منظمة التجارة العالمية                                               | 12 سبتمبر 1995       | ?                                |
|             | الأمم المتحدة                                                        | 14 نوفمبر 1945       | 24 أكتوبر 1945                   |
|             | وكالة ضمان الاستثمار متعدد الأطراف                                   | 3 أكتوبر 1991        | 7 مارس 1997                      |
|             | منظمة الشرطة الجنائية الدولية                                        | ?                    | ?                                |
|             | مؤسسة التمويل الدولية                                                | 20 يوليو 1956        | 31 أكتوبر 1961                   |
|             | البنك الدولي للإنشاء والتعمير                                        | 27 ديسمبر 1945       | 18 سبتمبر 1961                   |
|             | وكالة حظر الأسلحة النووية في أمريكا اللاتينية ومنطقة البحر الكاريبي ‏ | ?                    | ?                                |
|             | يونسكو                                                               | 13 نوفمبر 1946       | 4 نوفمبر 1946                    |

## وصلات خارجية
- موقع وزارة الخارجية البوليفية